# 게임화
게임화(영어: gamification 게이미피케이션[*])는 소비자 대상 웹이나 모바일 사이트 등 게임이 아닌 애플리케이션에 애플리케이션 사용을 권장하기 위해 게임 플레이 기법을 적용하는 것을 뜻한다. 이와 같은 게임을 펀웨어(funware)라고 부르기도 한다. 게임화를 이용해 사용자가 애플리케이션에서 바라는 행동을 하도록 유도하기도 한다. 게임화는 기술을 좀 더 재미있어 보이게 하거나, 게임을 하려는 인간의 심리적인 경향을 이용해 특정한 행동을 조장하는 방식으로 동작한다. 이런 기법을 통해 사람들이 평소에 재미없게 느끼는 잡일, 예를 들어 설문 조사, 쇼핑, 웹사이트 읽기 등을 하도록 유도한다.

## 방법
게임화의 초기 사례들은 페이스북의 “장소(Place)” 기능이나, 포스퀘어, 고왈라 등 위치 기반 플랫폼에서 경험을 공유하면 점수로 보상하는 식이었다. 실제 적용 방법에는 다음과 같은 것이 있다.
- 과제 달성 “배지”
- 과제 레벨
- 순위표: 진행 상태 바. 또는 회사가 바라는 사람들의 행동 목표를 완수하는 데까지 얼마나 남았는지를 보여주는 시각 미터. 예를 들어 소셜 네트워크 서비스에서 자신의 프로필을 다 작성하거나, 단골 고객에게 우수 등급 등으로 보상해주는 것
- 가상 화폐: 상을 주거나, 물건으로 교환하거나, 맞교환하거나, 선물하거나, 기타 점수를 교환하는 시스템
- 사용자들끼리 경쟁
- 다른 활동 사이에 작은 캐주얼 게임을 삽입

## 적용
2010년 9월 기준으로, 게임화는 마케터와 웹사이트 프로덕트 매니저가 웹사이트로 고객을 유입시키고, 기획 의도대로 웹사이트에서 행동하도록 유도하는 도구로 사용했다. 게임화는 소셜 네트워크 서비스 기반으로 만들어진 사이트에서 참여율을 높이는 것에 바로 적용할 수 있다. 한 예로 DevHub이라는 사이트에서는 게임화 요소를 추가한 뒤로 온라인에서 해야 할 일을 마친 사용자의 수가 10%에서 80%로 늘어났다.
게임화의 다른 적용 사례들은 다음과 같다.
- 직원 교육 프로그램
- 건강, 기타 개인 활동
- 재정 서비스 웹사이트
- 개인용 온라인 쇼핑
- 기초 교육
- 익스트림 스포츠

전문가들은 건강 복지, 재정 서비스, 대중교통, 정부, 직원 교육, 기타 분야에도 게임화를 적용할 수 있다고 예상한다.
마이크로소프트는 앞으로 출시하는 윈도폰7의 OS 디자인에 게임화 기법을 사용할 계획이라고 발표한 바 있다.

## 기업 및 단체
이 기법은 벤처 투자자들에게 주목받았다. 투자자들 사이에서는 게임화가 게임에서 가장 유망한 분야가 될 것이라고 예상하는 경우도 있다. 소비자용 소프트웨어 애플리케이션의 투자를 유치하려는 기업의 절반 정도가 프리젠테이션에서 게임 디자인을 언급했다.
게임화를 직접 적용하는 회사도 있지만, 자사의 기존 서비스에 게임의 요소를 추가하고자 하는 회사들을 위해 플랫폼을 만들어주거나 컨설팅하는 업체도 생겨났다. 2007년 10월, 벤처 후원 회사인 번치볼(Bunchball)은 NBC TV 드라마 The Office의 커뮤니티 사이트인 던더 미플린 인피니티(Dunder Mifflin Infinity)에, 서비스로서 게임 방법론을 제공한 최초의 회사가 되었다. 그 외 빅도어 (Bigdoor), 레퓨틀리 (Reputely), 게이미파이 (Gamify) 등 수많은 엔젤, 벤처 후원 회사들이 2010년 후반에 생겨났다.
2010년 테크크런치 디스럽트(TechCrunch Disrupt)에서 창업한 배지빌(Badgeville)과 원트루팬(OneTrueFan)은 퍼블리셔가 기존의 웹사이트와 웹 서비스에 배지, 가상 화폐, 다른 게임 방법론을 덧붙일 수 있는 서비스를 제공한다. 시리어시티(Seriousity) 사는 게임화 컨설팅 회사이다. 유저인퓨저(UserInfuser)는 클라우드캡티브(CloudCaptive)에서 제공하는 최초의 오픈 소스 게이미피케이션 플랫폼이다.
이런 게이미피케이션 현상을 다루기 위해 게임화 서밋 (Gamification Summit)이 2011년 1월 샌프란시스코에서 열렸다.
국내에는 비영리법인 '(사)게이미피케이션포럼(회장 김정태)'이 2016년 8월에 조직되어 활동중이며, 업체로는 (주)에이티지랩이 게이미피케이션 플랫폼을 개발 중으로 알려져있다.
서울과 보스톤에 소재를 둔 (주)비전웍스가 기업과 교육현장에 적용 가능한 게이미피케이션 컨설팅과 솔루션을 개발하여 보급하고 있다.
그리고 2021년부터 국내 최초로 한국게임화연구원이라는 국내 및 해외의 글로벌 게이미피케이션을 전문적으로 연구하고 개발하는 기관과 게임화저널이라는 게이미피케이션 전문 매체도 설립되었다.  

## 비판
게임화는 학계에서도 주목을 받았다. 한 스탠포드 교수는 게이미피케이션을 다룬 책에서 사업과 가상 세계를 게이미피케이션함에 따라 사람들이 실제 삶의 상호작용도 단순한 게임 방법론을 따를 것이라고 기대하게 되며, 그렇지 않았을 때에 환상도 깨지게 될 것이라는 일부 학계의 의견을 지적했다.
게임화를 유행어로 치부하는 사람들도 있다. 게임화는 아주 오랫동안 사용되어 왔다는 것이다. 한 저자는 업무시간 중 혹은 업무시간 후 가볍게 술·음료를 함께 마시는 ‘해피 아워’처럼 게임의 요소는 이미 일상 생활 속에 존재하고 있다고 지적했다. 사업 개념이 유효하지 않고, 일시적 유행이며, 기존에 있던 것들을 이름만 바꿔 부른 것이라고 여기는 사람들도 있다. 양질의 게임을 만들거나 온전한 제품을 만드는 것이 아니라, 소비자들이 게임 비슷하게 단순한 상호작용만 하게 하고 끝날 때의 부정적인 결과들을 짚은 이도 있다. 게임화에 정작 게임의 효과를 높이는 데에 핵심인 스토리텔링이나 경험 같은 요소가 빠져있음을 지적하는 이들도 있다.

## 참고 문서
1. ↑  Radoff, Jon. 《Gamification, 소셜게임 모든 비즈니스를 게임화하라》. Acorn. 2012년 2월 5일에 원본 문서에서 보존된 문서. 2012년 2월 2일에 확인함.
2. ↑  Popkin, Helen (2010년 6월 1일). “FarmVille invades the real world”. MSNBC.
3. ↑  “비전웍스 언론보도자료”. 《문화일보》. 2015년 5월 30일에 확인함.
4. ↑  “[게임 브릿지] 게임화가 적용된 교육”. 2022년 7월 29일에 확인함.
5. ↑  “게임화저널”. 2022년 7월 29일에 확인함.

- 라자트 파하리아, <빅데이터, 게임화 전략과 만나다> /처음북스
- Enterprise Gamification
- Enterprise Gamification Wiki
- 비전웍스 Vision Works
- 한국게임화연구원 Korea Gamification Institute
- 게임화저널 Gamification Journal

## 같이 보기
- 다크패턴